# Алекс Ґоф
Алекс Ґоф (англ. Alex Gough) — канадська саночниця, олімпійська медалістка, медалістка чемпіонатів світу.
Виступає в санному спорті на професіональному рівні з 2002 року. В національній команді, учасник зимових Олімпійських ігор в 2006 (20 місце) і 2010 році в одиночних змаганнях й стала 18-ю в табелі рангів. Також починає здобувати успіхи на світових форумах саночників, починаючи з 2008 року закріпилася в 10-ці найкращих саночниць світу.
Бронзову олімпійську медаль виграла в змаганнях на одиночних санях на Пхьончханській олімпіаді 2018 року.